# Lista celor mai înalte construcții din București
Aceasta este o listă a celor mai înalte construcții din București. Listele sunt separate după funcțiunea obiectului, însă limita minimă de includere este de 60 m în ambele cazuri.
În cazul în care un complex de construcții cu același nume ar avea mai multe intrări în listă (de exemplu Asmita Gardens sau CET Sud), este prezentată doar clădirea sau structura cea mai înaltă.

## Cele mai înalte clădiri
Bucureștiul, cel mai populat oraș și principalul centru economic al României, adăpostește mai puțin de 50 de clădiri cu o înălțime minimă de 60 de metri și 6 clădiri cu o înălțime de minim 100 de metri. Vulnerabilitatea în fața cutremurelor și disponibilitatea terenurilor mari (foste fabrici și uzine industriale) au constituit factori ce au limitat într-o oarecare măsură construcția proiectelor de tip turn. Cu toate acestea, câteva zeci zgârie-nori au fost proiectați și construiți în secolul XXI, orașul cunoscând o dezvoltare extrem rapidă din acest punct de vedere în special din momentul aderării la Uniunea Europeană.
     A fost cea mai înaltă clădire din București la finalizare
     înălțime aproximativă bazată pe numărul de etaje
| #   | Denumire                                 | Localizare                                                                       | Înălțime | Etaje | An          | Imagine |
| --- | ---------------------------------------- | -------------------------------------------------------------------------------- | -------- | ----- | ----------- | ------- |
| 1   | Sky Tower                                | Strada Barbu Văcărescu 44°28′41″N 26°06′18″E / 44.4779713°N 26.1049424°E         | 137 m    | 37    | 2012        |         |
| 2   | Catedrala Mântuirii Neamului             | Calea 13 Septembrie 44°25′33.26″N 26°4′56.37″E / 44.4259056°N 26.0823250°E       | 120 m    | —     | 2018        |         |
| 2   | Globalworth Tower                        | Strada Barbu Văcărescu 44°28′46″N 26°06′01″E / 44.4794°N 26.1004°E               | 120 m    | 26    | 2016        |         |
| 4   | Ana Tower                                | Bulevardul Poligrafiei 44°28′47″N 26°03′40″E / 44.4795994°N 26.0610027°E         | 110 m    | 25    | 2020        |         |
| 5   | Tower Center International               | Bulevardul Ion Mihalache 44°27′07″N 26°03′37″E / 44.45208°N 26.06036°E           | 106,3 m  | 26    | 2007        |         |
| 6   | Casa Presei Libere                       | Piața Presei Libere 44°28′51″N 26°04′16″E / 44.48093°N 26.0712083°E              | 104 m    | 14    | 1956        |         |
| 7   | Asmita Gardens                           | Splaiul Unirii 44°24′26″N 26°07′28″E / 44.40709°N 26.12449°E                     | 91 m     | 25    | 2010        |         |
| 8   | Grand Hotel Bucharest                    | Bulevardul Nicolae Bălcescu 44°26′14″N 26°06′08″E / 44.4371°N 26.1022°E          | 90 m     | 25    | 1971        |         |
| 9   | Orhideea Towers                          | Șoseaua Orhideelor 44°26′39″N 26°03′36″E / 44.4441289°N 26.0598788°E             | 85 m     | 17    | 2018        |         |
| 10  | Palatul Parlamentului                    | Strada Izvor 44°25′39″N 26°05′15″E / 44.4275°N 26.0875°E                         | 84 m     | 12    | 1997        |         |
| 11  | Bucharest Financial Plaza                | Calea Victoriei 44°25′58″N 26°05′48″E / 44.4327°N 26.0967°E                      | 83 m     | 18    | 1997        |         |
| 12  | BRD Tower                                | Bulevardul Ion Mihalache 44°27′09″N 26°04′53″E / 44.4526138°N 26.0814113°E       | 82 m     | 19    | 2004        |         |
| 13  | Globalworth Plaza (anterior Nusco Tower) | Șoseaua Pipera 44°28′49″N 26°06′06″E / 44.4802058°N 26.1017168°E                 | 80 m     | 20    | 2010        |         |
| 13  | Euro Tower                               | Strada Dinu Vintilă 44°27′25″N 26°06′17″E / 44.4570295°N 26.1045835°E            | 80 m     | 19    | 2010        |         |
| 13  | Charles de Gaulle Plaza                  | Piața Charles de Gaulle 44°27′55″N 26°05′06″E / 44.4651811°N 26.0850449°E        | 80 m     | 16    | 2005        |         |
| 16  | Doamna Ghica Plaza                       | Strada Dumitru Slugeru 44°27′06″N 26°08′34″E / 44.4517408°N 26.1427147°E         | 78 m     | 24    | 2009        |         |
| 17  | Cathedral Plaza                          | Strada General H. M. Berthelot 44°26′31″N 26°05′23″E / 44.4420693°N 26.0896445°E | 75 m     | 19    | 2010        |         |
| 17  | City Gate                                | Piața Presei Libere 44°28′42″N 26°04′08″E / 44.4782414°N 26.0688192°E            | 75 m     | 18    | 2009        |         |
| 19  | Turnul TVR                               | Calea Dorobanților 44°27′48″N 26°05′13″E / 44.4633407°N 26.0868993°E             | 74 m     | 13    | 1968        |         |
| 20  | Unirii View                              | Bulevardul Unirii 44°25′52″N 26°06′34″E / 44.4310177°N 26.1095365°E              | 72,64 m  | 18    | 2018        |         |
| 21  | Millennium Business Center               | Bulevardul Carol I 44°26′14″N 26°06′29″E / 44.4373338°N 26.1079413°E             | 72 m     | 20    | 2006        |         |
| 21  | Crystal Tower                            | Bulevardul Iancu de Hunedoara 44°27′09″N 26°05′36″E / 44.4523926°N 26.0932387°E  | 72 m     | 15    | 2011        |         |
| 23  | Alia Apartments                          | Bulevardul Mareșal Averescu 44°27′50″N 26°04′24″E / 44.4640214°N 26.0733061°E    | 71 m     | 20    | 2010        |         |
| 23  | Monaco Towers                            | Șoseaua Berceni 44°22′32″N 26°08′16″E / 44.3754365°N 26.1378498°E                | 71 m     | 20    | 2010        |         |
| 25  | Sheraton Hotel                           | Calea Dorobanților 44°26′47″N 26°05′48″E / 44.4464387°N 26.0967259°E             | 70 m     | 18    | 1976        |         |
| 26  | Blocul Sârbesc                           | Bulevardul Iuliu Maniu 44°26′02″N 26°02′02″E / 44.43376°N 26.03401°E             | 69 m     | 18    | 1979        |         |
| 26  | Sema City 1                              | Splaiul Independenței 44°26′42″N 26°02′45″E / 44.44512°N 26.04574°E              | 69 m     | 14    | 2010        |         |
| 28  | UniCredit Bank                           | Bulevardul Expoziției 44°28′27″N 26°04′05″E / 44.4742829°N 26.0681052°E          | 68 m     | 16    | 2012        |         |
| 28  | Bucharest Corporate Center               | Strada Gheorghe Polizu 44°26′52″N 26°04′54″E / 44.4477756°N 26.0815796°E         | 68 m     | 15    | 2007        |         |
| 28  | The Mark                                 | Calea Griviței 44°26′47″N 26°04′49″E / 44.446388°N 26.0803408°E                  | 68 m     | 15    | 2019        |         |
| 31  | InCity Residences                        | Calea Dudești 44°25′12.6″N 26°7′59.5″E / 44.420167°N 26.133194°E                 | 65 m     | 17    | 2009        |         |
| 31  | Phoenix Tower                            | Calea Vitan 44°25′23″N 26°07′23″E / 44.4229767°N 26.1230134°E                    | 65 m     | 15    | 2003        |         |
| 31  | RIN Grand Hotel                          | Șoseaua Vitan-Bârzești 44°23′56″N 26°08′27″E / 44.3987948°N 26.1407822°E         | 65 m     | 15    | 2007        |         |
| '31 | Bloc Bd. Basarabia 96B                   | Bulevardul Basarabila 44°25′59″N 26°09′11″E / 44.432942°N 26.153031°E            | 65 m     | 17    | 2008        |         |
| 35  | Premium Plaza                            | Strada Doctor Iacob Felix 44°27′07″N 26°04′40″E / 44.4519293°N 26.0777343°E      | 64 m     | 15    | 2007        |         |
| 35  | Bloc 15D                                 | Șoseaua Vergului 67 44°26′23″N 26°10′54″E / 44.43984°N 26.18175°E                | 64 m     | 18    | 1977        |         |
| 37  | Bloc T69                                 | Șoseaua Pantelimon 229 44°26′36″N 26°8′54.8″E / 44.44333°N 26.148556°E           | 61 m     | 19    | 1978        |         |
| 37  | Bloc 54                                  | Șoseaua Pantelimon 247 44°26′36″N 26°09′29″E / 44.443403°N 26.158109°E           | 61 m     | 19    | 1979        |         |
| 37  | Hotel Novotel                            | Calea Victoriei 44°26′12″N 26°05′50″E / 44.436801°N 26.097144°E                  | 61 m     | 16    | 2006        |         |
| 37  | Riverside Tower                          | Splaiul Independenței 44°26′37″N 26°03′21″E / 44.44349°N 26.05591°E              | 61 m     | 15    | 2009        |         |
| 37  | Vitan Platinum Towers                    | Strada Peneș Curcanul 14 44°24′45″N 26°07′24″E / 44.4125396°N 26.1233586°E       | 61 m     | 17    | 2008        |         |
| 42  | Griro Tower                              | Calea Griviței 44°27′43.3″N 26°3′22.6″E / 44.462028°N 26.056278°E                | 60 m     | 15    | 1984        |         |
| 42  | Globalworth Campus                       | Bulevardul Dimitrie Pompeiu 44°28′48″N 26°07′00″E / 44.48006°N 26.11659°E        | 60 m     | 12    | 2017 - 2020 |         |
| 42  | Căldirea First Bank                      | Șoseaua Nicolae Titulescu 44°27′07″N 26°04′42″E / 44.451929°N 26.0784°E          | 60 m     | 15    | 2009        |         |

## Cele mai înalte structuri (construcții nelocuibile)
indică o structură care a fost demolată.
| Structură                           | Amplasament                                                                       | Tipul structurii    | Anul construirii | Înălțime | Fotografie | Note            |
| ----------------------------------- | --------------------------------------------------------------------------------- | ------------------- | ---------------- | -------- | ---------- | --------------- |
| CET Progresu                        | București 44°22′18.12″N 26°6′30.5″E / 44.3717000°N 26.108472°E                    | Coș industrial      | 1987             | 240 m    |            |                 |
| Turnul de telecomunicații Ciurel    | Șoseaua Virtuții 44°26′31.6″N 26°2′18.3″E / 44.442111°N 26.038417°E               | Turn zăbrelit       |                  | 200 m    |            |                 |
| CET Vest București                  | Bulevardul Timișoara 44°25′25.06″N 25°58′42.52″E / 44.4236278°N 25.9784778°E      | Coș industrial      | 1972             | 180 m    |            |                 |
| Turnul de telecomunicații Radiocom  | București 44°23′38.5″N 26°7′26.5″E / 44.394028°N 26.124028°E                      | Turn zăbrelit       |                  | 145 m    |            |                 |
| Turnul de telecomunicații Tei       | Bulevardul Ștefan cel Mare 44°27′12.46″N 26°6′23.99″E / 44.4534611°N 26.1066639°E | Turn zăbrelit       |                  | 127 m    |            |                 |
| CET Sud București                   | București 44°24′19.32″N 26°9′9.19″E / 44.4053667°N 26.1525528°E                   | Coș industrial      | 1964             | 160 m    |            |                 |
| Turnul IFMA                         | Calea Giulești 44°27′07″N 26°03′37″E / 44.45208°N 26.06036°E                      | Turn industrial     | 1988             | 114 m    |            | Demolat în 2020 |
| Turnul de telecomunicații Herăstrău | București 44°28′36.7″N 26°3′2.2″E / 44.476861°N 26.050611°E                       | Turn zăbrelit       |                  | 107 m    |            |                 |
| Pasajul Basarab                     | București 44°26′58.02″N 26°4′4.26″E / 44.4494500°N 26.0678500°E                   | Pasaj rutier        | 2011             | 84 m     |            |                 |
| Turnul de parașutism                | Complexul Național 44°26′05″N 26°08′56″E / 44.43465°N 26.14883°E                  | Turn de beton armat | 1951             | 80 m     |            |                 |
| Pasajul Ciurel                      | Splaiul Independenței 44°26′47″N 26°02′31″E / 44.44633°N 26.04188°E               | Pasaj rutier        | 2020             | 68,2 m   |            |                 |